# Clase Almirante Clemente
La clase Almirante Clemente de destructores escoltas es una clase de buques de guerra construida para varios países. Diseñada por Ansaldo para las Fuerzas Navales Venezolanas (actualmente Armada Nacional de Venezuela) en la década de 1950, esta clase está concebida para complementar su destructor de la clase Nueva Esparta.
La Armada venezolana tiene seis buques de este modelo, de los cuales dos fueron encargados originalmente a Indonesia y uno a Portugal. En la Marina portuguesa, estos buques se denominan patrulleras. En la Armada venezolana de la década de 1950, los buques fueron clasificados como DLV (Destroyer Light Vessel, o destructor ligero), en la década de 1980 fueron reclasificados como fragatas ASW y, actualmente, están clasificados como buques guardacostas.

## Usuarios
Los países usuarios de este tipo de nave fueron:
- Armada de Argelia con 2 naves, sub clase Altair.

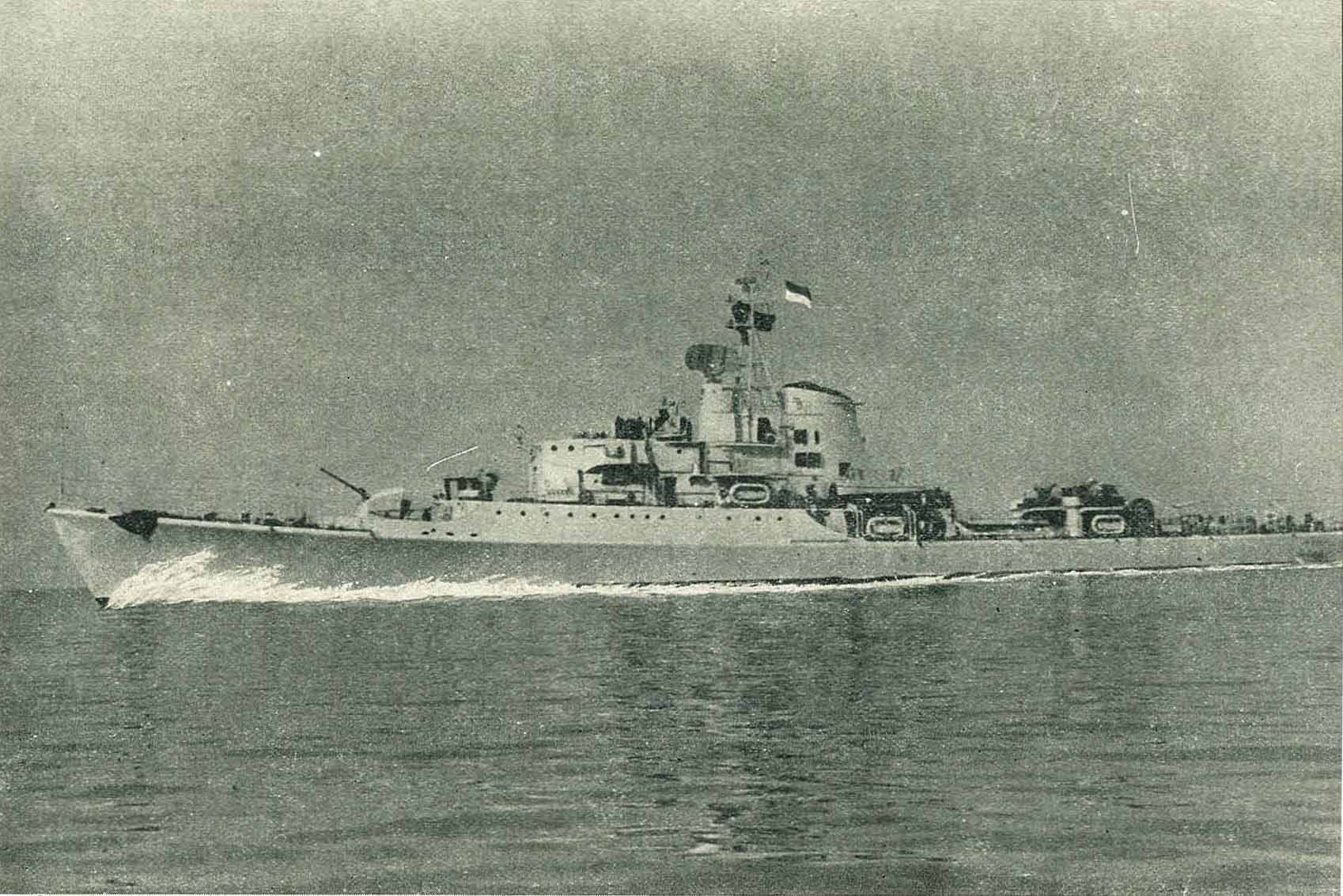
Destructor de la Armada Indonesia de la clase Almirante Clemente.

- Armada de Indonesia con 2 naves.

| N.º | Nombre           | Origen | Número de costado | Notas | Estado   |
| --- | ---------------- | ------ | ----------------- | ----- | -------- |
| 1   | KRI Soerapati    | Italia | 356               |       | Retirado |
| 2   | KRI Imam Bondjol | Italia | 355               |       | Retirado |

- Armada de Portugal con 2 naves.[1]

- Armada Bolivariana con 6 naves.

## Contexto histórico
El especialista naval norteamericano, Norman Friedman encontró documentos relacionados con la estructuración del plan de flota que el gobierno venezolano planeaba construir en la década de 1950.
El gobierno venezolano también habría comisionado al astillero Vickers Armstrong Ltd la construcción en Gran Bretaña de un portaaviones de 25 000 toneladas, hecho totalmente desconocido hasta mayo de 2006 y un crucero de 8000 toneladas, de una clase análoga a los Tiger; del mismo modo trascendió a nivel documental el eterno conflicto de Washington para dotar de armas suficientes a sus aliados suramericanos como para hacer frente a la creciente amenaza comunista de la época, de esto destaca la intención del entonces presidente de la república Tcnel Marcos Pérez Jiménez lo mejor que hubiese disponible. 
Adicionalmente han referido citando como fuente al experto naval Dave Baker quien publicó un artículo al respecto en la publicación de la The International Naval Research Organization –INRO-, según la cual para enero de 1958 habían sido presentados cuatro diseños, dos de los cuales tenían el mismo casco y el mismo sistema de propulsión, pero en uno de ellos dos montajes de misiles antiaéreos estaban instalados en la sección de popa en lugar de una torre gemela de 8 pulgadas.
Venezuela insistió en un buque de aproximadamente 8.000 toneladas armado con montajes dobles de 6 pulgadas similares a la de los cruceros Clase Tiger, la discusión de diseño se centró entonces entre montantes dobles o triples de 6”, este proyecto dio la traste tras ser derrocado el dictador.
El caso es que para el 30/04/1949 el plan de las fuerzas navales venezolanas incluida:
• 1 Portaviones (Ingeniería Conceptual)
• 1 Crucero (Ingeniería de detalles)
• 3 destructores pesados (construidos Clase Nueva Esparta) construidos por Vickers Armstrong entre 1951 a 1955
• 6 Destructores lívianos (Construidos Clase Almirante Clemente) construidos por Ficantieri Ansaldo de Luigi Livorno entre 1954 a 1956
• 4 Submarinos (1 usado del US Navy)
• 12 Patrulleras (Ingeniería de Detalles)
• 2 Dragaminas (Ingeniería Básica)
• 1 Transporte para la infantería de marina (Construido en el astillero francés Chantiers Dubigeon, Nates-Chatenay, Francia en 1954)

## Origen de los nombres de los navíos
La construcción de estas naves de escolta fue contratada en enero de 1954 y sus nombres rinden homenaje a  próceres venezolanos:

D-12 Almirante Lino de Clemente (23/09/1767 – 17/07/1834): entre 1786 a 1800 sirvió en la Armada española alcanzó el grado de Teniente de Navío. En los sucesos de la Revolución del 19 de abril de 1810 él era sindico procurador general del cabildo de Caracas, el 24 de abril fue nombrado Secretario de Guerra y Marina de la Junta Suprema y fue ascendido a Capitán de Fragata. Fue miembro del primer congreso constituyente y firmante del acta de independencia de Venezuela el 5 de julio de 1811.	Sirvió bajo las órdenes de Francisco de Miranda, ocupó varios puestos administrativos y militares, alcanzó el grado de Vicealmirante.
D-13 General Juan José Flores (19/07/1800 – 1/10/1864): Ingreso al ejército patriota siendo un niño, luchó en la campaña de occidente, se hizo acreedor de varios reconocimientos, secundó al Mariscal Antonio José de Sucre en la campaña del sur. Luego de la desintegración de la Gran Colombia fue le primer presidente del Ecuador.
D-22 General José Trinidad Morán (26/09/1796 – 3/12/1854): Participó junto a Bolívar en la Campaña Admirable, fue uno de los dirigentes de la Emigración a Oriente, luego de la caída de la Primera República, participó junto con el Mariscal Antonio José de Sucre en la Campaña del Sur con destacadísima actuación en Junín, Corpahuaico y Ayacucho.
D-23 Almirante Luis Brión (6/07/1782 – 27/09/1821): Nativo de Curazao, combatió a los ingleses cuando invadieron Holanda, curso estudios navales en los Estados Unidos, luchó de nuevo contra los ingleses en Curazao y buscó refugio en Islas Vírgenes, se unió a Bolívar en la expedición de los Cayos, se le nombró Almirante por las derrotas que infligió a la flota española desde el Caribe hasta el Orinoco.
D-32 General José de Austria (1791-1863): Se unió a la gesta emancipadora luego del 1810, combatió inicialmente bajo las órdenes de Francisco de Miranda, alcanzó luego de una destacada carrera militar el grado de General de División, escribió varios tratados sobre la historia militar de la independencia, sobre Simón Bolívar y las campañas en que participó.
D-33 Almirante José María García (13/11/1789 – 7/11/1860): Combatió bajo las Órdenes de Juan Bautista Arismendi, ocupó destacados lugares en la flota republicana oriental, culminó de forma privada luego de las labores de pacificación de las costas orientales, posterior a la guerra federal.

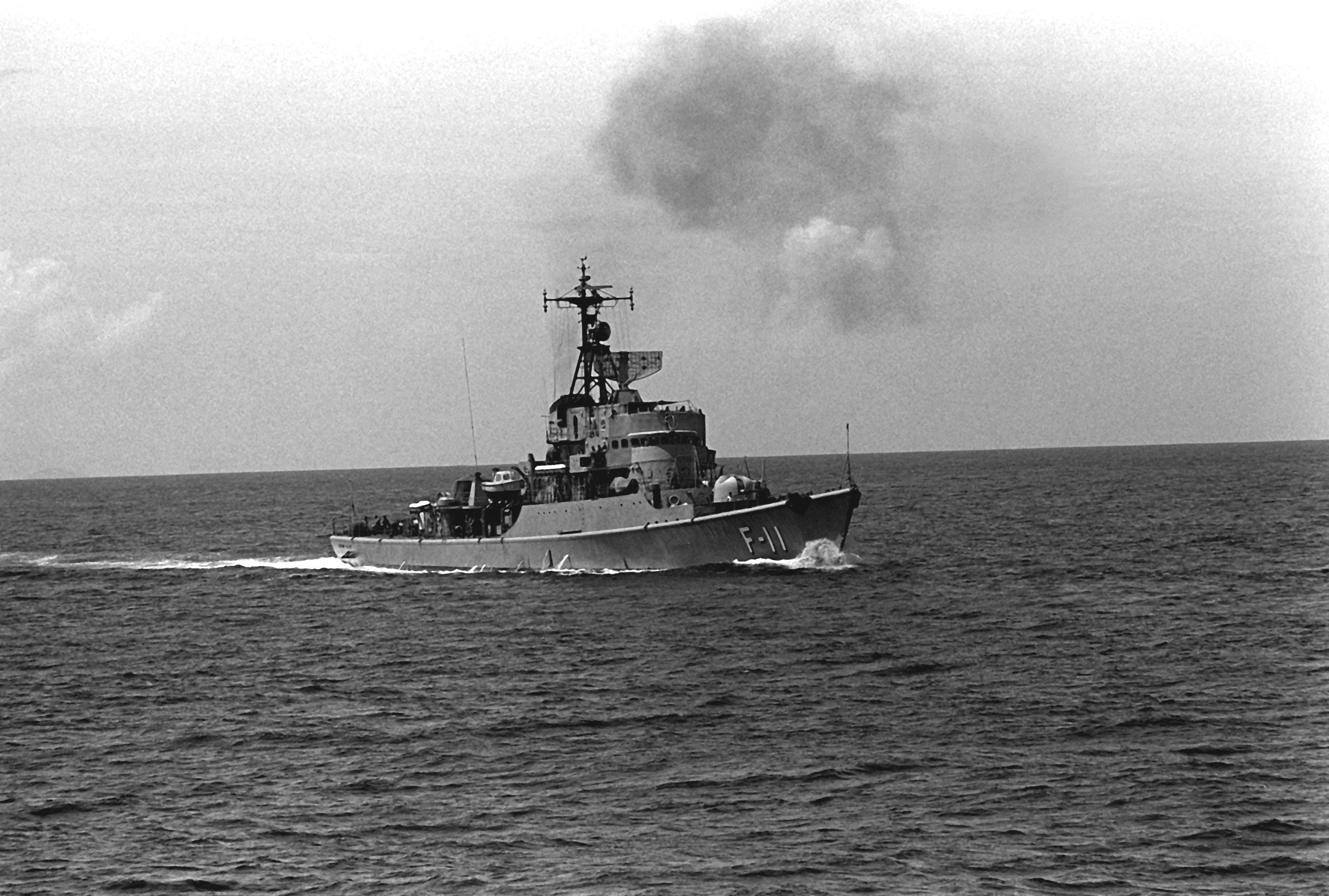
Fragata ARV Almirante Clemente (F-11) (Ex D-12, luego GC-11)
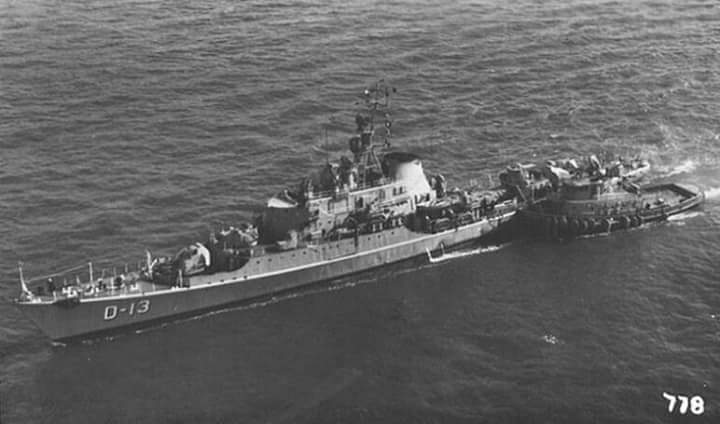
ARV General Flores D-13
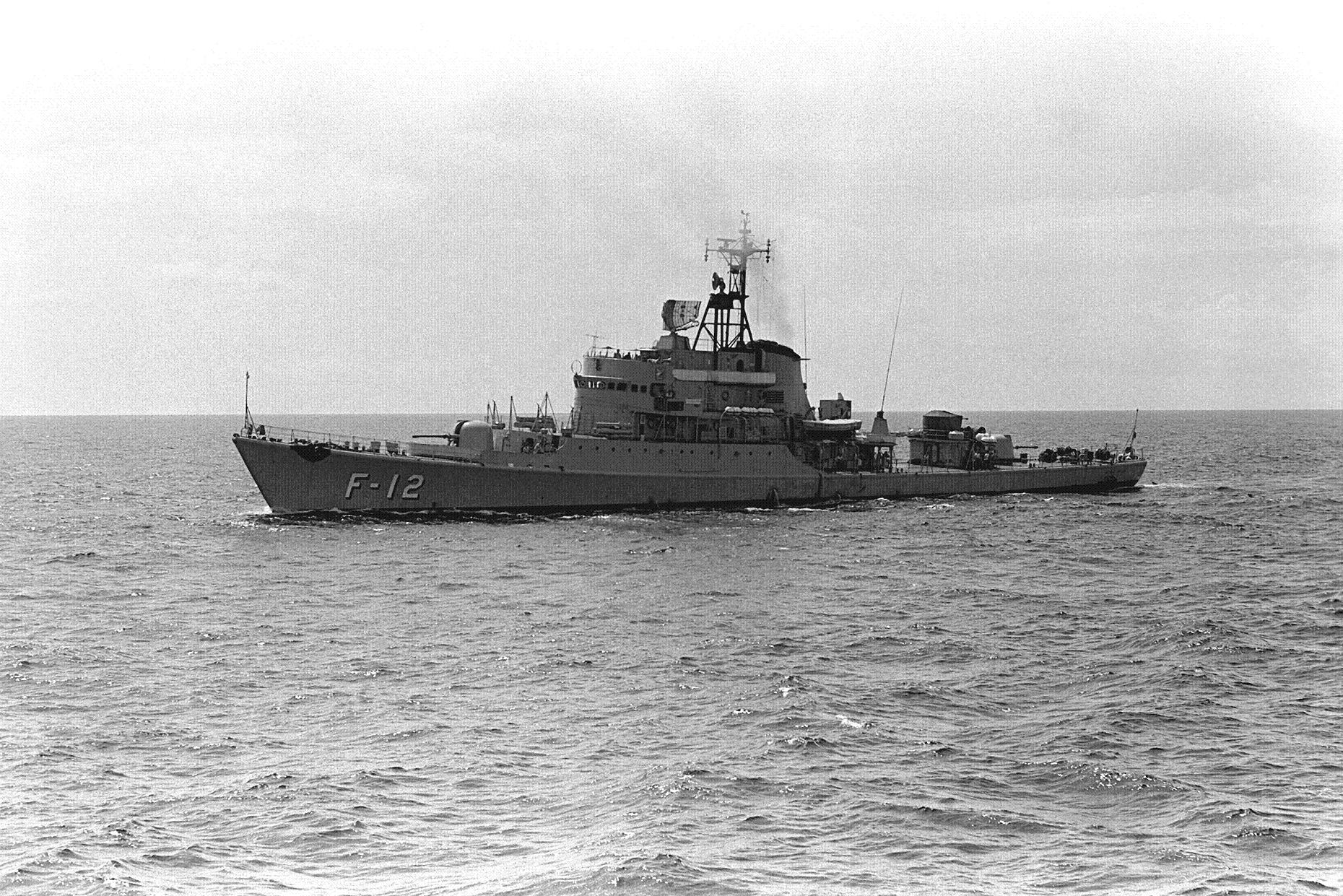
Fragata ARV General Morán (F-12) (Ex D-22, luego GC-12)
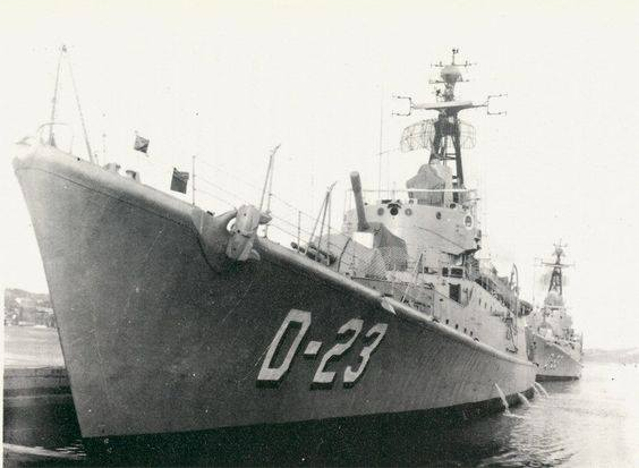
Destructor ARV Almirante Brión D-23
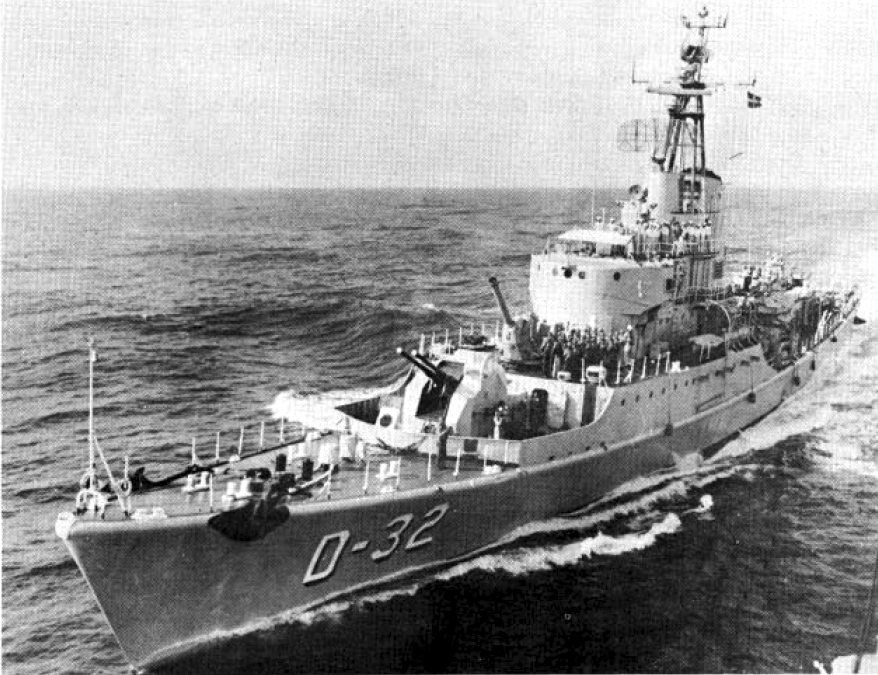
General Asturia (D-32)
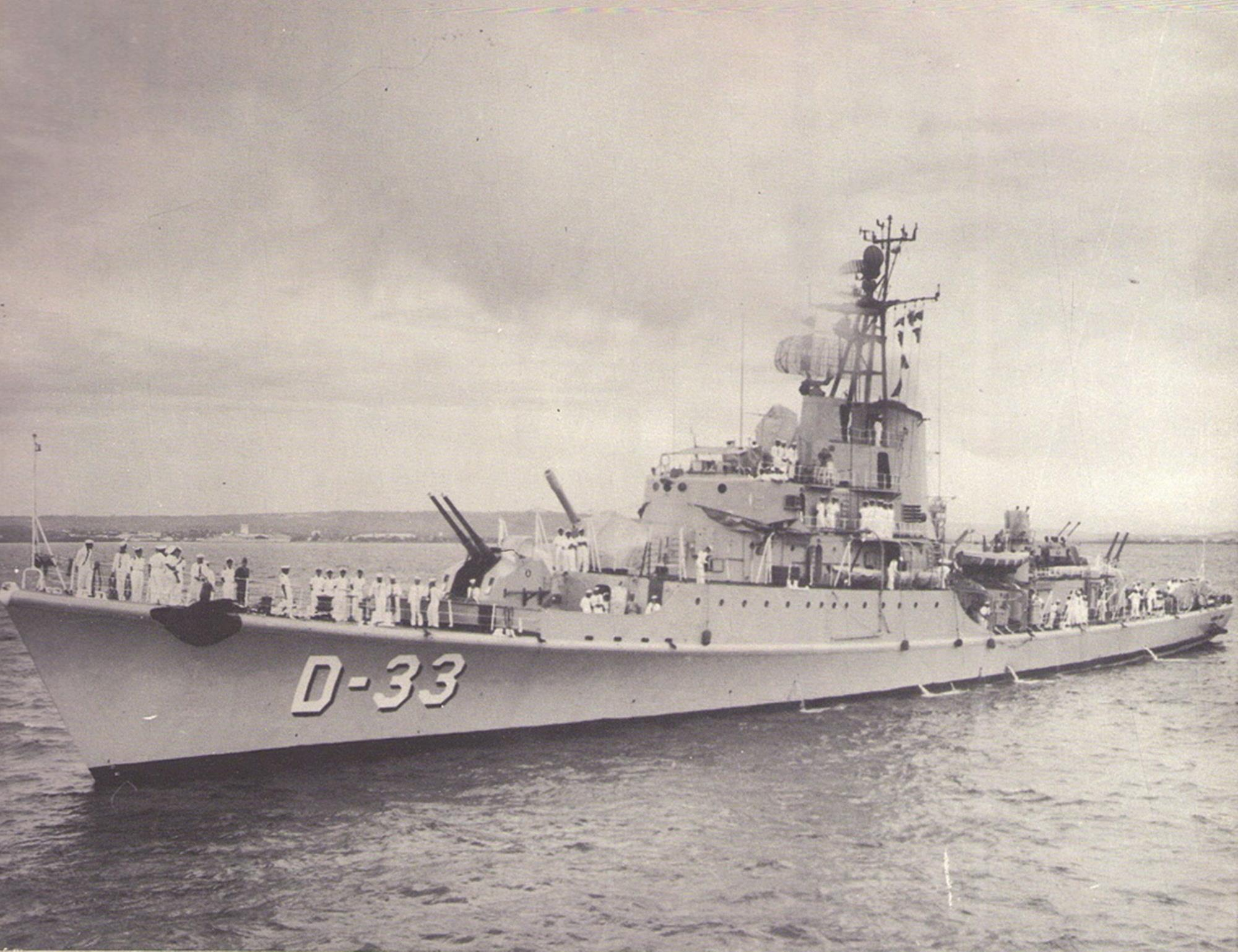
Destructor ARV Almirante García D-33

## Especificaciones Técnicas
Entre las características innovadoras de estas naves figuran:
- Superestructura de alumite.
- Aire acondicionado en los espacios habitables y áreas de comando.
- Dotación de aletas retráctiles estabilizadoras Denny-Brown.[3][4]

Las naves venezolanas eran famosas por literalmente volar sobre el agua, ya que las largas aletas estabilizadores a velocidades por encima de los 24 nudos literalmente transformaban la nave en una hidroala o hidroplano, con lo cual se puede clasificar como uno de los primeros prototipos de este tipo de nave, sin embargo esto generaba gran vibración estructural y se utilizaba poco, salvo como velocidad de emergencia. Fuentes navales del Foro de Historia Marina y Marítima Internacional MARSHT estiman que la planta motriz original era superior a las necesidades operacionales de la nave y la presencia de estos apéndices, en teoría pudieron levantar las naves sobre el nivel del agua, las referencias de tripulantes de la época que fueron entrevistas en la elaboración de este artículo, refieren que la nave se inclinaba 4º sobre la línea de agua, cabe destacar que sin extender los estabilizadores la nave apenas alcanza los 32 nudos, es importante destacar que la maniobra requiere extender los estabilizadores a baja velocidad y trabarlos en posición hacia la corriente de agua, lo cual logra el efecto de levantamiento hidrodinámico, la investigación documental no ha arrojado información sobre este tipo de maniobra en las otras armadas que poseían este tipo de nave.
En el foro MARSHT se ha indicado que la relación Desplazamiento:Eslora es de 50 para esta nave lo cual indica que puede alcanzar velocidades de 32 nudos con 24 000 CV, sin embargo, los 45 nudos sin estabilizadores requieren de 50 000 CV, con el mismo desplazamiento y la misma relación Desplazamiento:Eslora, de aquí que la inclinación de la nave sobre la línea de agua cumple con el requisito mínimo de disminuir la eslora al 50% con lo cual es desde el punto de vista técnico factible alcanzar esa velocidad.
El uso de estabilizadores no es común en las naves de guerra de la época, la primera nave documentada con este tipo de accesorio es el HMS Bittern, la mayoría de las naves de la Clase Hunt luego de sus modernizaciones las tenían y de la Clase Battle las naves HMS Finesterre y la HMS Camperdown, es importante destacar que el dispositivo no era usado por demandar grandes cantidades de potencia de los generadores de la nave, según refierio un tripulante de la nave HMS Amethyst en el foro MARSHT, en la armada nortemaricana se ubica el reastro en la nave USS Gyatt (DD-712), cabe destacar que el uso de estos dispositivos es dar soporte a los sistemas de armas.

### Historial de servicio
| Código. | Nombre.            | Nro Quilla. | Quilla.    | Fecha Botadura. | En Servicio. | Modif. | Moder.  | Guarda Costas. | Mtto Mayor. | Estatus.                | Fuera de Servicio. | Vida útil. |
| ------- | ------------------ | ----------- | ---------- | --------------- | ------------ | ------ | ------- | -------------- | ----------- | ----------------------- | ------------------ | ---------- |
| D12     | Almirante Clemente | 1491        | 05/05/1954 | 12/12/1954      | 04/12/1956   | N/A    | 1968/75 | 1984/85        | 1986        | Inactivo / Desmantelado | 2011               | >51,22     |
| D13     | General Flores     | 1493        | 05/05/1954 | 12/12/1954      | 1956         | N/A    | 1968/75 | N/A            | N/A         | Hundido                 | 1978               | 22         |
| D22     | General Moran      | 1492        | 05/05/1954 | 12/12/1954      | 10/01/1957   | N/A    | 1968/75 | 1984/85        | 1986        | Inactivo / Desmantelado | 2009               | >51,12     |
| D23     | Almirante Brión    | 1496        | 12/12/1954 | 04/09/1955      | 1957         | 1962   | N/A     | N/A            | N/A         | Hundido                 | 1978               | 22         |
| D32     | General Austria    | 1497        | 12/12/1954 | 04/09/1956      | 1957         | 1962   | N/A     | N/A            | N/A         | Hundido                 | 1976               | 20         |
| D33     | Almirante García   | 1498        | 12/12/1954 | 12/10/1956      | 1957         | 1962   | N/A     | N/A            | N/A         | Hundido                 | 1977               | 21         |

Desplazamiento 1300 t, full 1500 t
Eslora 99,1 m
Manga 10,8 m
Calado 3,4 m
Longitud de estabilizadores 3 m
Armamento
Artillería
2 x 102 mm/54 doble I
2 x 40 mm/70 doble MK I Bofors
4 x 20 mm/80 doble Hispano Suiza 
Antisubmarino
2 Squid
4 lanza menom

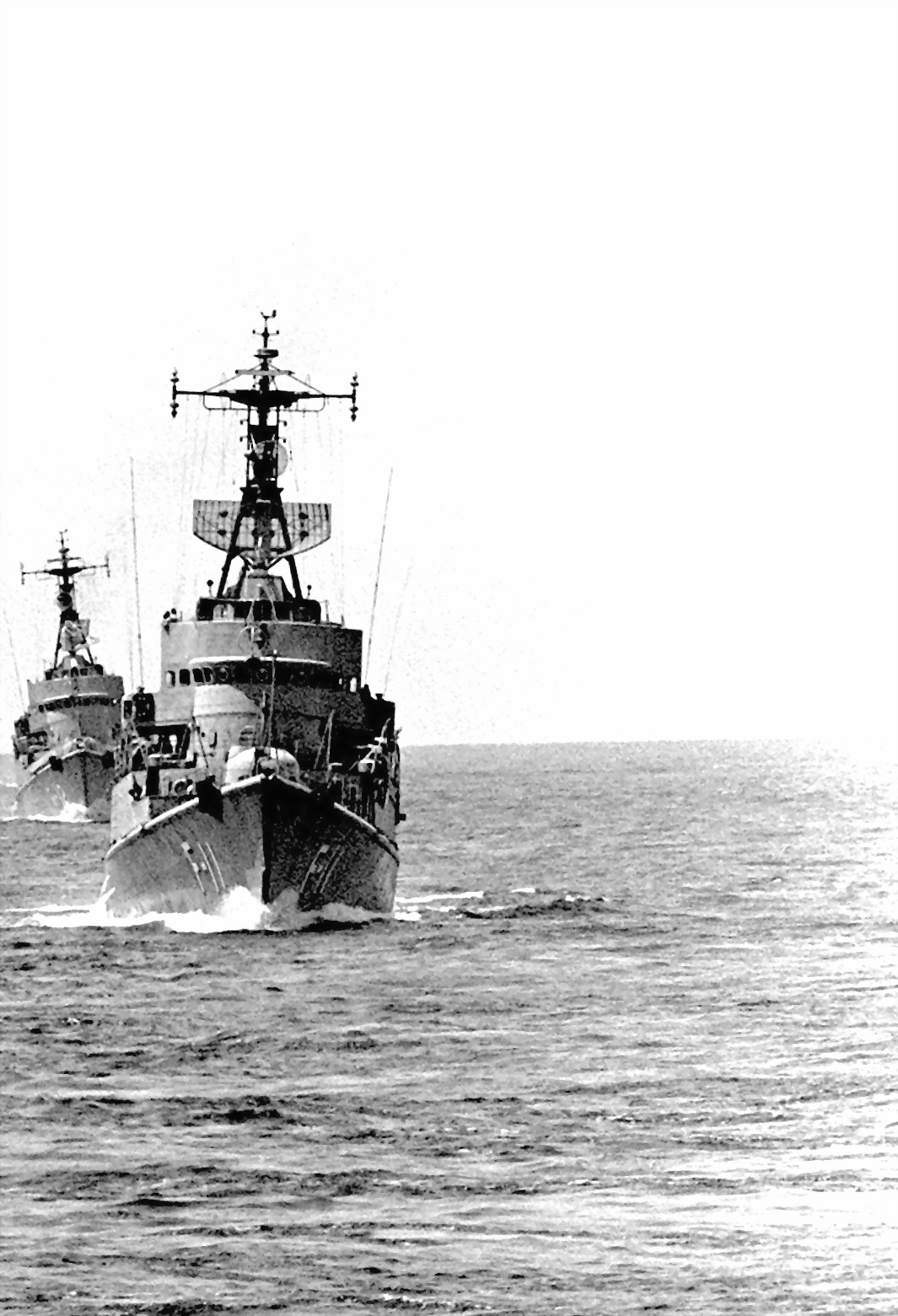
Almirante Clemente (F-11) y General Moran (F-12) en UNITAS XX.

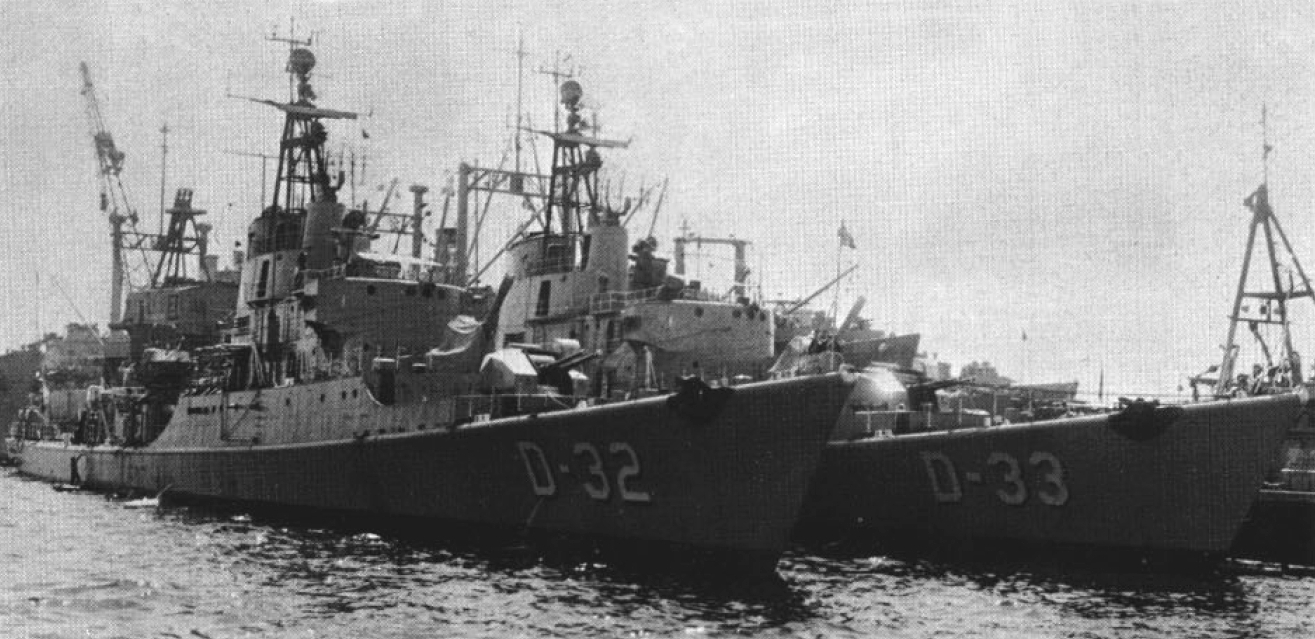
Los Destructores Venezolanos General Austria D-32 y Almirante García D-33 en San Diego (California) c1963

2 rieles lanza-cargas de profundidad
1 montaje triple lanzatorpedos de 21”
Caldera 2 Ansaldo-Foster Wheeler “D” 32 kg/cm² @ 400 °C
Máquinas principales
2 Turbinas Ansaldo-Génova de 24 000 CV, 2 ejes
Características operacionales
Velocidad 32 nudos, crucero 28-29 nudos
Autonomía 3500 millas @ 15 nudos
Capacidad de combustible 350 t
Dotación 12 oficiales y 150 suboficiales y marineros
Historial de modificaciones
1962
Astillero Ansaldo Leghorn
Naves involucradas: García, Brión y Austria
Se les denomina Clemente Modificada
Se resume en mejora de las capacidades antiaéreas y antisubmarinas.
Se eliminan:
- Cañón de proa doble de 40 mm/70.
- Squid de proa
- Lanzatorpedos triple de 21”

Se instala:
- Lanzador de bombas antisubmarino Lancia Bas.
- Radar de búsqueda aérea.

Se construye:
- Alargó la estructura de popa en el espacio del lanzador de torpedos triple.

1969
Astillero Cammell Laird/Plesley
Naves involucradas Clemente y Moran
Se resume en modificación de los sistemas de armas, las naves se vieron afectadas por la huelga de los astilleros británicos y permanecieron allí hasta 1975.
Se elimina:
- Montaje doble 102 mm/54.
- Montaje doble 40 mm/70.
- Lanza menon de popa.
- Aletas estabilizadoras retráctiles, ya que todas las armas eran estabilizados por una señal del girocompás.

Se instala:
- 2 montajes sencillos 76 mm/62 Oto compact.
- Central de tiro NA-10.
- Radar de tiro Orión 10X.
- 2 montajes triples de torpedos Mark 32 A-244S

Se construye:
- Modificación de superestructura para ampliar el CIC y dotar al puente de ventanas.

Las naves que están activas sufrieron varias modificaciones internas mayores, en la cual los equipos en las secciones que van de la cuaderna 80 a la 90 fueron eliminados, quedando espacio disponible ya que con el cambio de planta motriz los viejos sistemas de turboalternadores y los hidroestabilizadores no eran necesarios.
En la actualidad tras las modificaciones la planta motriz de estas naves fue reducida de 24.000 CV a 12.000 HP, que significa se comporta como un navío de diseño convencional, la principal característica que se perdió con esta modificación fue la eliminación de la sección de turbo-alternadores e hidro-estabilizadores, en el caso de los turbos eran utilizados para generar la electricidad necesaria para los servicios de la nave, mientras que en el caso de los estabilizadores, eran usados para estabilizar la nave a altas velocidades en alta mar, ya que aún considerando las 1,500 t a plena carga, se puede hablar de una nave relativamente ligera.
Sin considerar los domos de sonar y otros apéndices, a diferencia de las naves Nueva Esparta las naves Clemente no eran para uso fluvial, mientras que las primeras se permitían su uso en profundidades fluviales prohibitivas para otras de idéntico tonelaje de desplazamiento, siendo la principal diferencia el diseño de la quilla.
Naves similares:
- Armada Portugal, Fragata Pero escobar
- Armada Indonesia, Fragatas Surapati e Iman Bondjol.

### Sensores y Equipo de Guerra Electrónica
| Modelo      | Rango Máximo | Capacidades                                                          | Notas                 |
| ----------- | ------------ | -------------------------------------------------------------------- | --------------------- |
| AN/SPG-34   | 30           | Búsqueda en superficie y aérea, información de rumbo, clasificación  | Radar                 |
| AN/SPS-10   | 20           | Búsqueda en superficie y aérea, información de rumbo, clasificación  | Radar                 |
| AN/SPS-6    | 110          | Búsqueda en superficie y aérea, información de rumbo, clasificación  | Radar                 |
| AN/SQS-4    | 2            | Búsqueda, Información de rango y rumbo                               | Sonar Activo/Pasivo   |
| ESM Nivel 1 | 500          | Búsqueda en superficie y aérea, información de rumbo y clasificación | Pasivo RWR/ESM/SIGINT |

### Armamento y Capacidades de Tiro
| Montaje                                      | Tasa de Tiro | Blindaje | Sensores a Bordo | Capacidad | Armas por Montaje                                      |
| -------------------------------------------- | ------------ | -------- | ---------------- | --------- | ------------------------------------------------------ |
| 4 x 20mm/80 Dobles Oerlikon                  | 1            | Ninguno  | Ninguno          | 15        | 15 x 20mm/80 Dobles Oerlikon (máx 15)                  |
| 21' Mk IX LanzaTorpedos triple               | 1            | Lígero   | Ninguno          | 3         | 3 x 21' Mk IX Lanzatorpedos triple (máx 3)             |
| 2 x Mk XI Erizos                             | 5            | Lígero   | Ninguno          | 1         | 1 x Mk XI Erizos (máx 1)                               |
| 2 x Mk IX Lanza Cargas de Profundidad        | 5            | Ninguno  | Ninguno          | 12        | 12 x Mk IX Lanza Cargas de Profundidad (máx 12)        |
| 2 x 102mm/54 Dobles                          | 3            | Lígero   | Ninguno          | 20        | 20 x 102mm/54 Dobles (máx 20)                          |
| 2 x MK VI Mortero para cargas de profundidad | 2            | Ninguno  | Ninguno          | 10        | 10 x MK VI Mortero para cargas de profundidad (máx 10) |
| 2 x 40 mm/70 MKI Dobles Bofors               | 1            | Lígero   | Ninguno          | 40        | 40 x 40 mm/70 MKI Dobles Bofors (máx 40)               |

### Parque por Arma
| Tipo de Arma                      | Tasa de Tiro | Blindaje | Capacidad | Almacén                                          |
| --------------------------------- | ------------ | -------- | --------- | ------------------------------------------------ |
| 102 mm/54 (x2)                    | 1            | Mediano  | 500       | 500 x 102 mm/54 (Máx 500)                        |
| 20 mm/80 Dobles Hispano Suiza(x4) | 4            | Ninguno  | 400       | 400 x 20 mm/80 Dobles Hispano Suiza (Máx 400)    |
| 40 mm/56 Dobles Bofors (x2)       | 7            | Ninguno  | 410       | 410 x 40 mm/70 Dobles Bofors (Máx 410)           |
| Carga de profundidad MK VI        | 90           | Ninguno  | 30        | 30 x Mortero lanza carga de Profundidad (Máx 30) |
| Carga de profundidad MK IX        | 90           | Ninguno  | 36        | 36 x Carga de profundidad MK IX (Máx 36)         |
| Erizo MK XI                       | 1            | Lígero   | 40        | 40 x Erizo MK XI (Máx 40)                        |

### Comunicaciones y Enlaces
| Nombre  | Tipo  | Alcance | Canales | Descripción |
| ------- | ----- | ------- | ------- | ----------- |
| HF      | Radio | 300     | 10      | HF Seguro   |
| 2 x VHF | Radio | 100     | 10      | VHF Seguro  |
| 2 x UHF | Radio | 100     | 10      | UHF Seguro  |

### Firmas de Sensores
| Tipo de Firma | Frontal | Lateral | Posterior |
| ------------- | ------- | ------- | --------- |
| Sonar Pasivo  | 100     | 101     | 102       |
| Sonar Activo  | 14      | 25      | 15        |
| Visual        | 98      | 136     | 98        |
| IR            | —28     | 46      | 2         |
| Radar         | 59      | 125     | 59        |

## Arreglo del Comando de Unidades Flotantes
Con este nombre se conocía en los años 50, lo que actualmente es denominado "Comando de Escuadra"
1era División
- D11 Nueva Esparta (Destructor Clase Nueva Esparta)
- D12 Almirante Clemente (Destructor Clase Almirante Clemente)
- D13 General Flores (Destructor Clase Almirante Clemente)

2nda División
- D21 Zulia (Destructor Clase Nueva Esparta)
- D22 General Moran (Destructor Clase Almirante Clemente)
- D23 Almirante Brion (Destructor Clase Almirante Clemente)

3era División
- D31 Aragua (Destructor Clase Nueva Esparta)
- D32 General Austria (Destructor Clase Almirante Clemente)
- D33 Almirante García (Destructor Clase Almirante Clemente)

## Historia no contada del 23 de enero de 1958
El primer signo inequívoco del deterioro del régimen fue la trampa en el referéndum de diciembre, sin embargo no fue obvio para la sociedad civil que el malestar en las Fuerzas Armadas era tan poco manejable hasta la intentona del 1ero del enero, acción que rápidamente puso en vilo la vida de los conspiradores en el resto de las Fuerzas Armadas que alcanzó un punto álgido cuando se destituyó y exilió al Ministro de guerra y marina, general Rómulo Fernández el 9 de enero, acción que implicó el poco recordado alzamiento de la armada del 10 de enero tras la orden de desarme impuesta por el régimen de Caracas.
Para la madrugada del 16 la armada que se había alzado estaba asaltando el arsenal de la base naval de Puerto Cabello, para armar costa afuera los cañones navales de las naves D11 Nueva Esparta, D21 Zulia y D31 Aragua, acción realizada por las naves D32 General Austria y D23 Almirante Brión, acción que sirvió para frenar el paso de los bravos de apure que venían para apaciguar los ánimos caldeados de la capital.
Se recuerda apenas de esa fecha la marcha de los estudiantes del 19 de enero en la cual sacaron a desfilar una carroza alegórica con un burro que tenía la cara del ministro Prato, era el punto alto tras el pronunciamiento del movimiento estudiantil en la UCV en el 57, siendo el hecho más notable la huelga general del 21 que estalló en apoyo a las protestas estudiantiles.
Sin embargo, Marcos Pérez Jiménez estaba en Miraflores y se negaba a salir, la primera alerta para él fueron los intempestivos zarpes de las naves Querendon y 2 de diciembre, que implicaban ya que no podía salir por mar y que estaba aún en la carlota a tiro de los cañoneros de flota y para las 10:00 p. m. del 22 ya había ultimátum.
Todo lo demás es la historia oficial del 23 de enero de 1958, sin embargo en los actos del 50 aniversario los asistentes a las sesiones solemnes de las Asamblea Legislativa del Zulia y la Cámara Municipal Cabimas, pudieron a nivel de entretelones escuchar de protagonistas de estos poco conocidos relatos de boca de la gente que estaba en la armada de la época, demostrando que la historia aún le debe un homenaje a aquellos quienes tras las más arduas, duras y austeras condiciones cumplieron cabalmente con su labor y son hoy en día desconocidos héroes de la democracia, las referencias pueden ser consultadas en el registro de sesiones del Consejo Legislativo del Estado Zulia y la Cámara Municipal de Cabimas.